# Il fondamento giuridico del diritto internazionale
Il fondamento giuridico del diritto internazionale, pubblicato nel 1880, appartiene alla produzione giovanile di Georg Jellinek. Nonostante la brevità, e nonostante debba attendersi ancora molto tempo prima che il filosofo austriaco giunga alla elaborazione della celebre Teoria generale dello Stato, questo pamphlet non solo mostra quanto l'idea di sovranità limitata fosse già assai chiara al giovane Jellinek, ma conserva tuttora piena attualità.
Prima di trattare il tema specifico del fondamento dell'obbligatorietà degli accordi internazionali, Jellinek indaga in maniera concisa ed efficace la natura della potestà statale dal punto di vista del diritto interno. La sua riflessione cerca di porsi contro la tesi, la cui prima formulazione è fatta risalire a Jean Bodin, che la natura del potere sovrano non conoscerebbe limiti e sarebbe pertanto assoluta. Jellinek si confronta con la difficoltà di trovare una limitazione intrinseca alla potestà statale, difficoltà che sorge in quanto la natura stessa dello Stato sembrerebbe, in ultima analisi, destinare al naufragio ogni tentativo di costringere il potere pubblico ad attenersi agli obblighi contratti con i propri sudditi o con gli altri soggetti internazionali.
Nondimeno, Jellinek riesce a trovare il modo di riancorare il diritto a un contenuto sostanziale che non solo l'individuo, ma anche lo Stato in quanto potere pubblico è obbligato a rispettare.
Specialmente nel nostro tempo in cui i valori democratici non trovano mai la quiete di ciò che è posto al riparo una volta per tutte, il contributo di Jellinek appare quanto mai prezioso perché la via qui indicata si mostra come un superamento dell'approccio formalista al diritto professato dal positivismo giuridico, consentendo così di ricollocare il diritto in quanto fenomeno su di un piano ontologico.

## Edizioni
- Georg Jellinek, Il fondamento giuridico del diritto internazionale, traduzione di Giuliana Scotto, collana Diritto, il Sirente, Fagnano Alto, 2010, ISBN 978-88-87847-28-4.